# Pratiques des Témoins de Jéhovah
Les pratiques des Témoins de Jéhovah comportent comme principales cérémonies le Mémorial (célébration annuelle de la Cène) et le baptême. Elles incluent l'assistance régulière aux réunions de la congrégation (nom actuel: l’assemblée), qui se tiennent dans les salles du Royaume (leurs lieux de culte), ainsi que la prédication.
Les Témoins de Jéhovah ne célèbrent pas les fêtes chrétiennes traditionnelles telles que Noël, ou la Toussaint. Ils ne célèbrent pas non plus les anniversaires de naissance et les fêtes patriotiques. Mis à part le Mémorial, les célébrations habituellement acceptées chez eux sont le mariage et les anniversaires de mariage, entre autres.

## Lieux de culte et réunions
Les Témoins de Jéhovah n'ont pas d'art sacré. Les lieux de culte sont avant tout conçus pour être fonctionnels.

### Salles du Royaume
La Salle du Royaume est le lieu de culte des Témoins de Jéhovah. C'est un bâtiment ouvert au public où se réunit parfois plus d'une assemblée. Elle n'est pas spécialement ornée et possède une architecture variable suivant les endroits mais est avant tout conçue de manière à être agréable et fonctionnelle. Ce lieu est composé généralement d'une grande salle où le public se réunit pour écouter les discours et d'une salle plus petite (dite « secondaire ») qui est utilisée lors de l'école du ministère théocratique.
Depuis 1987, leur construction et leur entretien sont supervisés dans la plupart des pays du monde par des comités de construction régionaux. À partir du 1er septembre de cette année-là, il y a en France cinq comités de construction régionaux nommés par la filiale nationale. Ce sont principalement des anciens (surveillants locaux) qui sont choisis pour servir dans ces comités. Le comité de construction doit être consulté par les assemblées pour tout nouvelle construction, rénovation ou agrandissement. Le nombre des travailleurs participant à une construction a été réduit grâce à ces comités : il y en avait rarement plus de 200 en même temps et ceux-ci n’étaient présents que lorsqu’on avait besoin d’eux.
La presse a parfois fait mention de ces comités de construction à l'occasion de la construction d'une Salle du Royaume,,.

### Réunions de l’assemblée

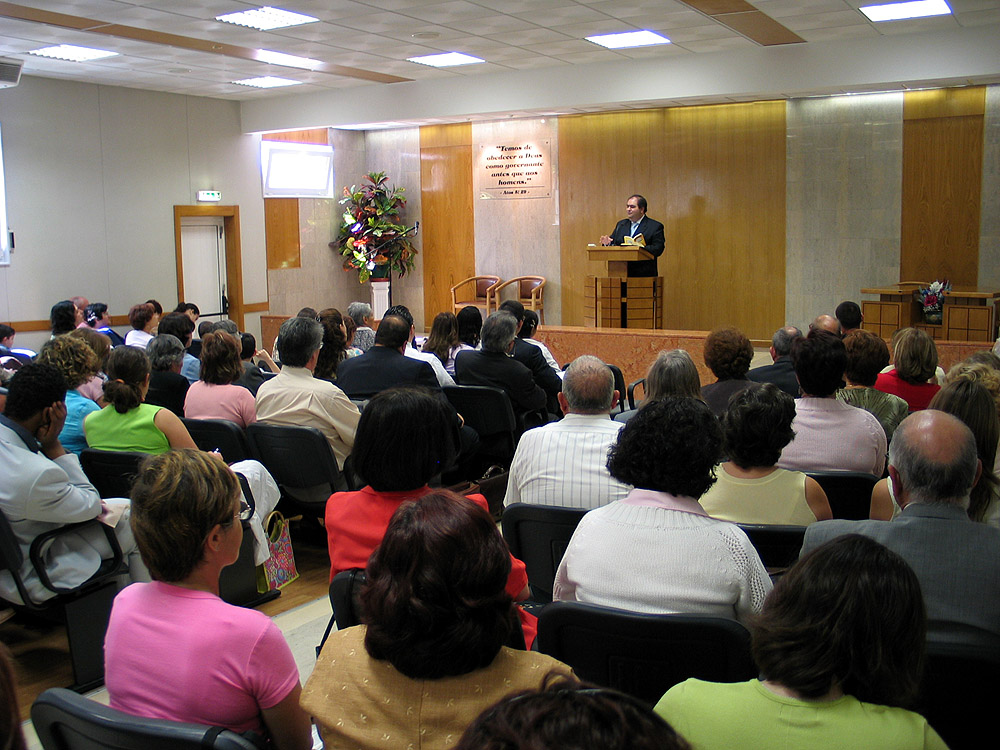
Réunion de l’assemblée

Deux réunions se tiennent chaque semaine dans les assemblées et sont généralement réparties en deux séances, plus particulièrement le week-end et en soirées,. Ces réunions, qui ont généralement lieu à la Salle du Royaume, ont pour but « l'encouragement mutuel et l'édification spirituelle » de chaque membre de l’assemblée. Les publications du mouvement servent généralement de trames à celles-ci et elles se déroulent suivant un programme précis défini à l'avance. Ces réunions assurent la formation continuelle de tous, y compris celle des enfants, leur apprenant à répondre à des arguments critiques. Les Témoins de Jéhovah accordent une très grande importance à ces réunions et encouragent leurs membres à y assister le plus régulièrement possible, estimant que la spiritualité de ceux-ci en dépend. Chacune de ces deux réunions dure au total 1 h 45. Les participants sont encouragés à bien les préparer avant d’y assister, notamment en soulignant à l'avance les réponses aux questions pour l'étude de La Tour de garde.

#### Réunion du week-end
La réunion du week-end se compose de deux parties : le discours public et l'étude de La Tour de Garde.
Le discours public dure 30 minutes. Il est présenté par un orateur masculin expérimenté qui suit un plan détaillé fourni par la filiale nationale. C’est souvent à cette réunion que sont invités les nouveaux venus. Il est suivi de l’étude de La Tour de garde qui dure une heure. Celle-ci est un maillon important de l'enseignement des Témoins de Jéhovah. En effet, ce périodique est considéré comme un des principaux instruments de « l'esclave fidèle et avisé » pour dispenser sa « nourriture spirituelle ». Les articles traitent généralement de questions doctrinales, cultuelles, ou prophétiques.
En général, deux Témoins de Jéhovah conduisent cette étude : un ancien qui pose les questions imprimées dans le périodique et un orateur qui lit chaque paragraphe un par un. Le thème est fixé à l'avance. L'orateur désigné lit un paragraphe puis l’ancien pose la question correspondante à l'assistance. C'est alors que les personnes présentes peuvent lever la main et répondre à la question posée. En règle générale, la réponse donnée est tirée du paragraphe et la plupart du temps est enrichie par des versets de la bible. Cette réponse est souvent préparée à l'avance mais peut être improvisée.

#### Réunion de la semaine
La réunion ayant lieu durant la semaine se compose de l'étude biblique de la congrégation, de l'école du ministère théocratique et la réunion de service.
L'étude biblique de la congrégation, qui a lieu à la Salle du Royaume, dure 25 minutes. Un représentant de la congrégation dirige l'étude d'un manuel édité par la société Watchtower (Société à but cultuel non lucratif enregistrée aux États-Unis) qui traite de sujets dogmatiques et pratiques. Cette réunion se déroule avec un système de questions-réponses similaire à celui de l’étude de La Tour de Garde.

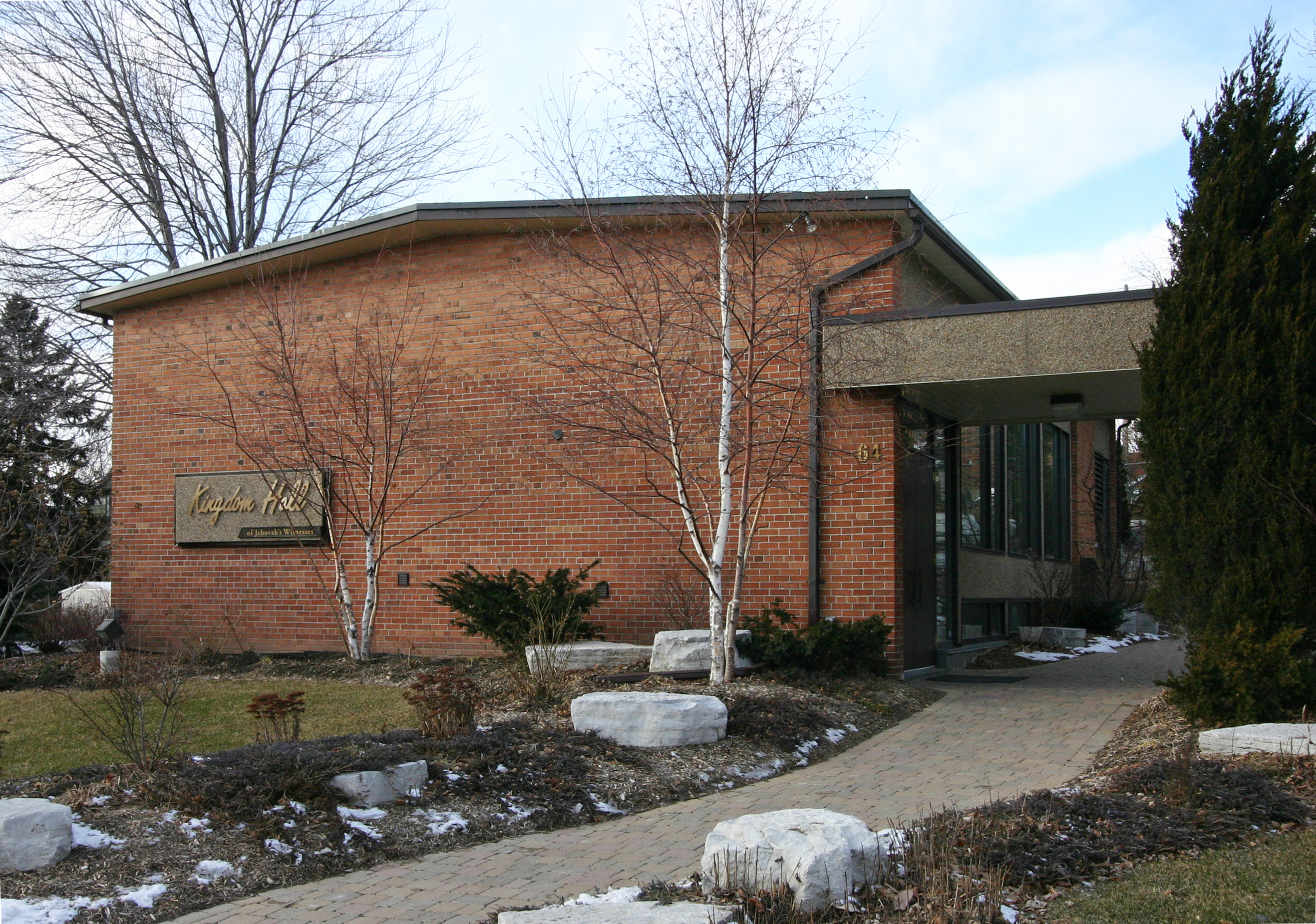
Salle de réunion des Témoins de Jéhovah

Cette étude est suivie de l'école du ministère théocratique, qui a pour but de former les Témoins de Jéhovah à la prédication grâce à des mises en situation, d’aider les élèves (hommes, femmes, enfants) à améliorer leurs exposés et de leur permettre de devenir des orateurs et des enseignants qualifiés. L'inscription à cette école est réservée aux membres baptisés ou non qui veulent commencer à prêcher, qui sont réguliers aux réunions et dont les croyances, la conduite et la tenue générale sont conformes aux règles des Témoins. Cette réunion dure 30 minutes et elle est suivie de la Réunion de service.
Au cours de la réunion de service, qui dure 30 minutes, on étudie les recommandations du Collège central des Témoins de Jéhovah en rapport avec l’œuvre d'évangélisation, à l'aide d'un bulletin interne intitulé CAHIER VIE ET MINISTÈRE. C’est lors de cette réunion que sont annoncées toutes les dispositions prises par la congrégation, notamment les excommunications, les réintégrations, les arrivées de nouveaux membres, les baptêmes et les nominations. Sont aussi abordées les questions matérielles et fiscales, telles que des résolutions soumises au vote à main levée à propos de l'utilisation des dons reçus par la congrégation.

### Études personnelles
L'étude individuelle de la Bible est conduite à la maison par chaque proclamateur de la congrégation. La société Watchtower conseille de conduire une étude personnelle chaque semaine. Ainsi, durant cette étude chacun peut revoir les matières prévues durant les réunions, se préparer pour l'étude de La Tour de Garde, ou étudier un autre sujet en fonction de ses propres besoins spirituels ou de ce qu'il veut.
Si la situation s'y prête, une étude familiale s'ajoute à l'étude personnelle. Le ou la chef de famille organise cette réunion chaque semaine et chaque membre de la famille est invité à y participer. On trouve dans les publications des suggestions pour conduire l'étude famille de façon à être pratique et efficace. Chaque famille doit examiner sa situation pour déterminer quels sont ses besoins,. Elle doit ensuite faire des recherches dans les publications fournies par la société Watchtower, afin de transmettre l'enseignement aux enfants notamment.

### Semaine spéciale (visite du responsable de circonscription)
Chaque circonscription est coordonnée par un surveillant itinérant et deux fois par an il visite chaque congrégation. Sa visite consiste à évaluer l'ensemble de la congrégation ; une mise au point est également prévue avec les anciens au cours d'une réunion avec les anciens et assistants ministériels. Il y a également une réunion spéciale avec les pionniers à plein temps ; durant cette réunion les pionniers reçoivent des encouragements et des directives pratiques pour être plus efficace en prédication. Durant cette semaine, les réunions sont partagées en trois jours, en soirée, souvent le mardi, jeudi et dimanche. Des réunions de service, qui précèdent la prédication, ont lieu chaque jour le matin et l'après-midi sous la direction du surveillant de circonscription. Pour les Témoins de Jéhovah, cette semaine est donc considérée comme étant riche en « nourriture spirituelle » et fortifiante pour leur foi.

### Assemblées

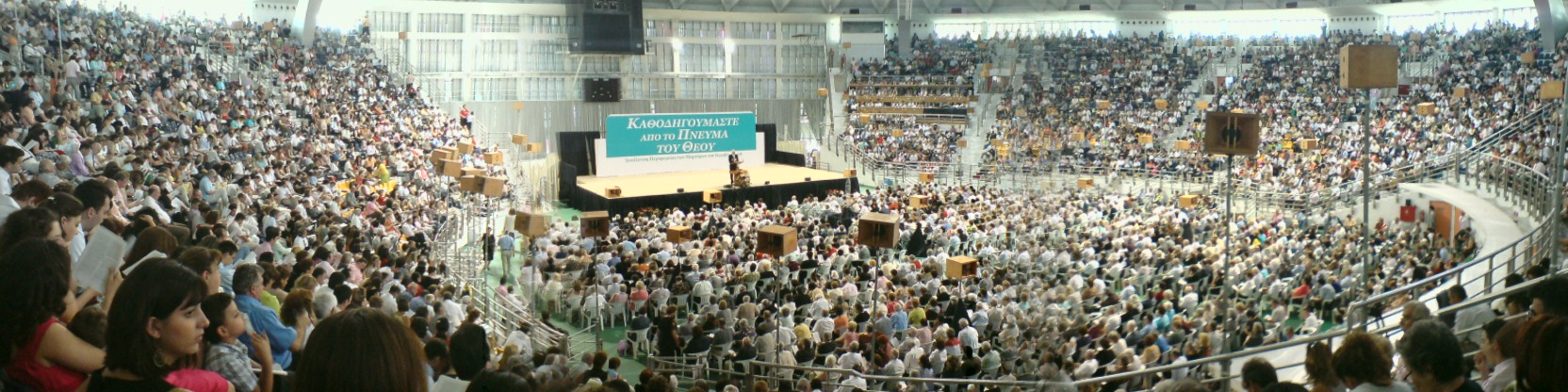
Assemblée de district

À ces réunions hebdomadaires s'ajoutent trois assemblées annuelles, auxquelles les Témoins de Jéhovah recommandent vivement d'assister. Le programme des assemblées, basé sur un verset biblique différent pour chacune des journées, se compose de plusieurs discours ayant trait à des questions bibliques, des interviews, des témoignages de fidèles exemplaires, des démonstrations, un résumé de l'article de La Tour de garde de la semaine (le dimanche après-midi) ainsi que la situation des comptes. Le discours de baptême des nouveaux membres se déroule le samedi en fin de matinée. Ces trois assemblées se décomposent ainsi :
- une "Assemblée spéciale d'un jour" (circonscription), un samedi ou un dimanche, organisée dans une salle d'assemblées ou dans une salle louée ;
- une "Assemblée de circonscription" de deux jours, un samedi et un dimanche, organisée dans une salle d'assemblées ou dans une salle louée ;
- une "Assemblée régionale" de trois jours, du vendredi au dimanche pendant l'été, organisée le plus souvent dans un stade municipal, parfois dans une salle d'assemblées ou dans une salle louée.

Dans certains pays, il peut y avoir plusieurs assemblées de district, à des dates différentes, mais avec les mêmes discours. C'est lors de cette assemblée que paraissent les nouvelles publications éditées par la société Watchtower. Le dimanche matin, un drame illustrant un épisode biblique est représenté en costumes d'époque. Des résolutions sont quelquefois soumises à l'auditoire le dimanche après-midi en fin de programme. Il arrive que le contenu de l'assemblée soit retransmis sur les ondes d'une radio locale. Certaines années, dans certains pays, les assemblées de district sont rebaptisées « Assemblées internationales » et accueillent des délégations de fidèles venant du monde entier ou de tout le pays organisateur.
En 2006, l'assemblée avait pour thème « La délivrance est proche ! ». Elle a fait l'objet d'une campagne d'invitation dans le monde entier auprès du public, au moyen de la distribution d'un tract.

### Mémorial de la mort du Christ
La principale cérémonie du culte des Témoins de Jéhovah est le « Mémorial » de la mort du Christ, également appelé « Repas du Seigneur » ou encore « Commémoration ». Il est célébré chaque année à une date calculée par les Témoins de Jéhovah comme tombant la veille de la Pâque juive de l'époque du Christ, c'est-à-dire le 14e jour du mois de Nissan du calendrier juif. La cérémonie commence après le coucher du soleil et commémore la dernière Cène, selon l'injonction du Christ de « faire ceci en souvenir de lui ».
Le pain et le vin, appelés « emblèmes », circulent parmi les assistants dans des assiettes et des verres. Pour les Témoins de Jéhovah, ces emblèmes ne sont que des symboles du corps et du sang du Christ, car ils ne croient pas à la transsubstantiation. Les emblèmes ne sont pas consommés par la majorité d'entre eux. Seuls les « membres oints » (ceux qui font partie des 144 000 élus) y prennent part, soit aujourd'hui environ 18 000 personnes.
En 2016, plus de 20 millions de Témoins de Jéhovah et sympathisants ont assisté à cette cérémonie dans le monde.

## Activité de prédication

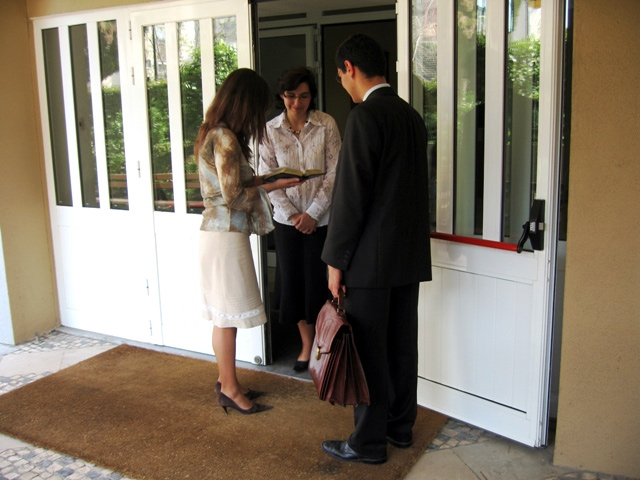
Témoins de Jéhovah prêchant de porte en porte

L'activité de prédication, ou « prosélytisme », est considérée par les Témoins de Jéhovah comme étant une œuvre de salut. Il est essentiel pour eux d’avertir les personnes non témoins, non seulement par amour du prochain, mais aussi pour les aider a acquérir la parole de Dieu.
La proclamation de la « bonne nouvelle » constitue la principale activité des Témoins de Jéhovah. Ils la pratiquent sous plusieurs formes telles que de visites en porte-à-porte, par le démarchage par téléphone ou encore de façon informelle, dans les rues ou les marchés. Chaque membre est invité à participer aux activités de prédication dans sa vie quotidienne, notamment dans les cercles familiaux, amicaux et professionnels,.
Depuis l'époque de Knorr (après la seconde guerre mondiale), la prédication est organisée de façon systématique, chaque congrégation ayant la responsabilité d'une zone géographique afin que chaque foyer soit averti au moins une fois. Ainsi, c'est la population dans son ensemble qui doit être abordée. Cependant, les personnes socialement déstabilisées ou avec des difficultés familiales se montrent en général plus réceptives à cette prédication.
Les Témoins de Jéhovah sont encouragés à consacrer du temps a cette activité, et doivent remplir un « rapport du service du champ ». Se basant sur ces rapports, l'organisation publie chaque année le nombre d'heures qui a été consacré par les Témoins à la prédication, soit selon elle plus de 1,94 milliard en 2014.

## Baptême

### Ce qu'il représente
Le baptême représente pour les Témoins de Jéhovah une étape d'une importance capitale dans leur engagement religieux. Il est selon eux la seule manière de se positionner officiellement pour le nom de Jéhovah. Il doit se faire en connaissance de cause, c'est pourquoi les Témoins de Jéhovah ne baptisent pas les bébés ou les petits enfants.
Il faut obligatoirement être baptisé pour pouvoir accéder à certains « privilèges de service » au sein de l'Organisation, tels que les différentes formes du service de pionnier, les fonctions de surveillance au sein de la congrégation.
Dans certaines publications, le fait de se faire baptiser est comparé à celui de se marier : ainsi, le baptême est censé marquer le commencement d’une vie consacrée désormais à servir Jéhovah et son organisation, auxquelles l'adepte a voué sa vie, tout comme le jour des noces rend public l’engagement qu’ils ont pris en privé de se marier, puis de vivre comme mari et femme.

### Conditions requises
Bien avant le baptême, le néophyte appelé « ami de la vérité » (c'est-à-dire celui qui bénéficie d'une étude biblique à domicile et assiste régulièrement aux réunions du mouvement) peut demander à être nommé « proclamateur non-baptisé », ce qui lui permettra de participer à l'œuvre d'évangélisation et l'identifiera ainsi à un Témoin de Jéhovah. Des anciens vérifieront son niveau de connaissance biblique ainsi que son mode de vie pour voir s'il remplit les conditions requises telles qu'édictées par le mouvement. On s'attendra généralement ensuite à ce que, dans un délai raisonnable de quelques mois, ce futur membre demande à être baptisé.
Pour se faire baptiser, le candidat doit en faire la demande aux anciens de la congrégation qu'il fréquente. Ceux-ci vont alors lui demander s'il s'est d'abord voué à Jéhovah dans la prière, et s'assureront également que le postulant mène une vie conforme aux enseignements. Ensuite, trois anciens visiteront successivement le postulant afin de lui poser les plusieurs questions figurant dans le livre Organisés pour faire la volonté de Jéhovah, celles-ci ayant pour but de vérifier les connaissances du futur baptisé sur la doctrine du mouvement. Les questions portent sur l'enseignement de base des témoins de Jéhovah, les exigences de leur organisation et la hiérarchie à l'intérieur du mouvement. Si les réponses du candidat sont jugées satisfaisantes, il sera admis au baptême.

### Déroulement de la cérémonie

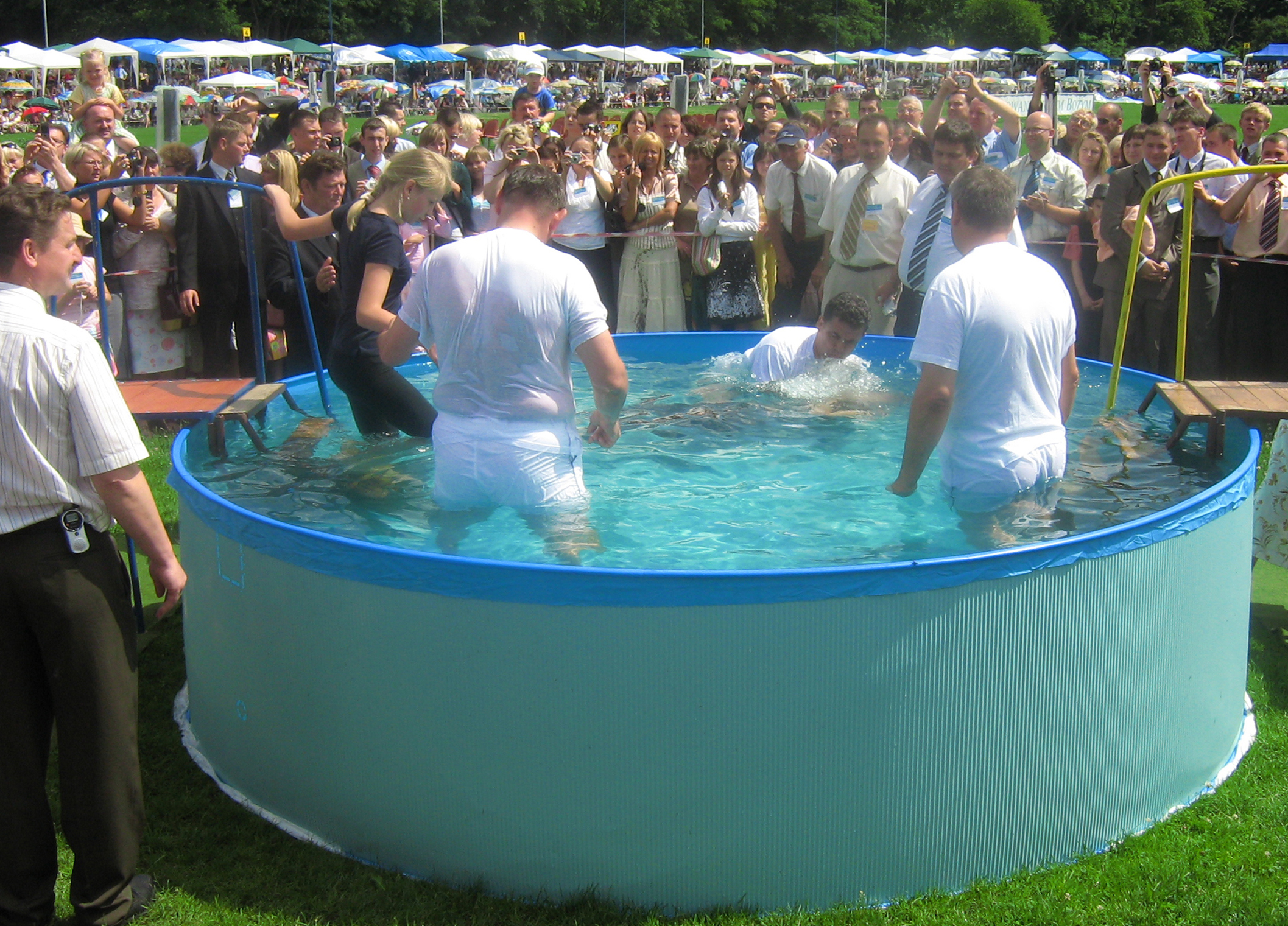
Cérémonie du baptême.

Le baptême a lieu en général lors des assemblées. Les candidats sont présentés à tous les participants, sous des applaudissements souvent nourris. Ils sont ensuite conduits dans une piscine, où on les baptise par immersion complète.
Le discours du baptême, qui a généralement lieu le samedi en fin de matinée, dure une demi-heure. Avant que celui-ci ne débute, les candidats ont été invités à s'asseoir dans les premiers rangs de l'assemblée qui leur sont réservés. Au début du discours, l'ancien qui le prononce souhaite la bienvenue aux candidats. Ensuite, l'orateur rappelle le cheminement ayant conduit les candidats au baptême et explique ce que celui-ci signifiera dans leur vie. Vers la fin de l'exposé, les candidats au baptême sont invités à se lever, puis deux questions appelées « vœux baptismaux » leur sont posées, auxquelles ils doivent répondre collectivement à haute et intelligible voix :
- « Sur la base du sacrifice de Jésus-Christ, vous êtes-vous repenti de vos péchés et vous êtes-vous voué à Jéhovah pour faire sa volonté ? »
- « Comprenez-vous qu'en vous vouant à Dieu et en vous faisant baptiser vous vous identifiez à un Témoin de Jéhovah et vous vous unissez à l'organisation divine, qui est dirigée par l'esprit saint ? »

Les candidats répondent à chacune des deux questions par l'affirmative et sont en général chaleureusement applaudis par l'auditoire. L'orateur précise ensuite que « [leurs] réponses claires et affirmatives à ces questions indiquent qu['ils] remplisse[nt] les conditions requises pour être baptisés comme ministres ordonnés de Jéhovah Dieu ». Une prière est ensuite prononcée spécialement à l'attention des candidats et un cantique ayant trait au baptême est chanté.
Les candidats se dirigent ensuite vers le lieu de l'immersion, en général une piscine à l'intérieur de la Salle d'assemblée, où des cabines sont à leur disposition pour revêtir leur maillot de bain. En règle générale, un seul homme, un ancien, immerge le candidat au baptême, sauf cas particuliers (mesure de sécurité ou santé très précaire du candidat). Cet ancien descend dans l'eau, vêtu d'un short et d'un maillot blanc à manches courtes et accueille un par un les candidats au baptême, à qui il demande de se pincer le nez. Chaque candidat est baptisé par immersion totale et est immédiatement remontée. Très souvent, des écrans de télévision sont à la disposition du public à l'intérieur de l'auditorium afin qu'il suive l'évènement. La famille et les amis prennent parfois des photos. Les nouveaux baptisés regagnant l'auditorium sont en général chaudement félicités et embrassés par leurs coreligionnaires. Ils seront désormais appelés 'frères' ou 'sœurs' suivis de leur nom lors de leur participation au culte.
Pour les Témoins de Jéhovah, le baptême est un moment à la fois sérieux et joyeux. Pour prouver le caractère solennel de ce geste, ils montrent que Jésus a prié au moment de son baptême d'après l'Évangile selon Luc 3:21. Toutefois, d'après eux, la Bible ne montre pas que le baptême doit être un événement sombre ou sinistre, exigeant des postures spéciales ou la récitation de textes. Il n'est pas non plus exigé de porter une robe blanche ou noire, mais une tenue de bain qui découvrirait trop les formes du corps ou des tee-shirts arborant des slogans ou de la publicité ne seraient pas jugés convenants.
Les nouveaux disciples figurent désormais sur le registre des baptêmes tenu à jour par le secrétaire de la congrégation à laquelle ils appartiennent. Lors des communications de la Réunion de service suivante, une annonce est faite pour informer officiellement les autres fidèles des noms des nouveaux baptisés.

### Statistiques
En 2016, le rapport annuel publié par la Société Watchtower fait état de 265 535 baptêmes dans le monde, dont 2 669 pour la France. Lors de l’assemblée internationale à Kiev tenue en 1993, 7 402 personnes se sont fait baptiser, ce qui constitue le nombre de baptêmes le plus élevé lors d'une assemblée organisée par les Témoins de Jéhovah.

### Baptême des enfants
Le baptême n'est pas réservé à de jeunes enfants mais à des enfants qui ont été capables d’assimiler l'endoctrinement prodigué par le mouvement. Dans la pratique, certains se font baptiser vers l'âge de 10 ans et d'autres ne le sont pas encore à 15 ans (d’autres attendent même plus tard). Il est tout à fait possible de concevoir qu’un enfant ait réussi à intégrer toutes les connaissances nécessaires à son baptême, celles-ci étant répétées très fréquemment lors des réunions tenues dans la congrégation et de l’étude des publications de la Société Watchtower.
On remarquera que, dans la pratique, les enfants ne sont pas contraints dans leur ensemble à devenir Témoins de Jéhovah. Comme le note Nathalie Luca, anthropologue au Centre national de la recherche scientifique (CNRS), « les recherches sociologiques ont montré que très peu de ces enfants devenaient eux-mêmes Témoins de Jéhovah, ce qui montre qu'ils ne sont pas totalement aliénés par le groupe », ce que confirme une enquête sociologique de la SOFRES « parmi l'ensemble des foyers ayant des enfants, seuls 27 % ont baptisé tous leurs enfants et 28 % certains d'entre eux ».

### Point de vue sur le baptême dans les autres églises
Les Témoins de Jéhovah ne reconnaissent pas le baptême administré par les autres confessions chrétiennes, car celles-ci ont des enseignements qui diffèrent des leurs. De ce fait, le fidèle doit obligatoirement se faire baptiser selon les exigences des Témoins de Jéhovah pour être intégré dans le mouvement.
Le baptême effectué sur des nouveau-nés comme dans l'Église catholique est pour eux sans effet, car le baptême est imposé par la famille, le bébé n'étant alors pas encore une personne consciente et volontaire. De plus, les témoins de Jéhovah estiment que l'on doit connaître l'enseignement et se faire baptiser par immersion complète, ce qui n'est pas le cas lors d'un baptême de nouveau-nés.

## Neutralité
Les Témoins de Jéhovah considèrent toutes les religions comme faisant partie de Babylone et les États comme étant, principalement depuis 1914, sous la domination de Satan. Selon la Bible, tous ces organismes disparaîtront lors de la bataille prochaine d'Harmaguédon. C'est pourquoi ils décident de ne pas se mêler à eux, ni de les soutenir de quelque manière que ce soit,.
Pour eux, la neutralité chrétienne est synonyme de non-interférence dans les affaires publiques : refus de servir dans les forces armées, de chanter un hymne national ou de saluer un drapeau, ni de se rallier, de militer ou de voter pour un candidat ou un parti politique,.

## Rejet des transfusions sanguines

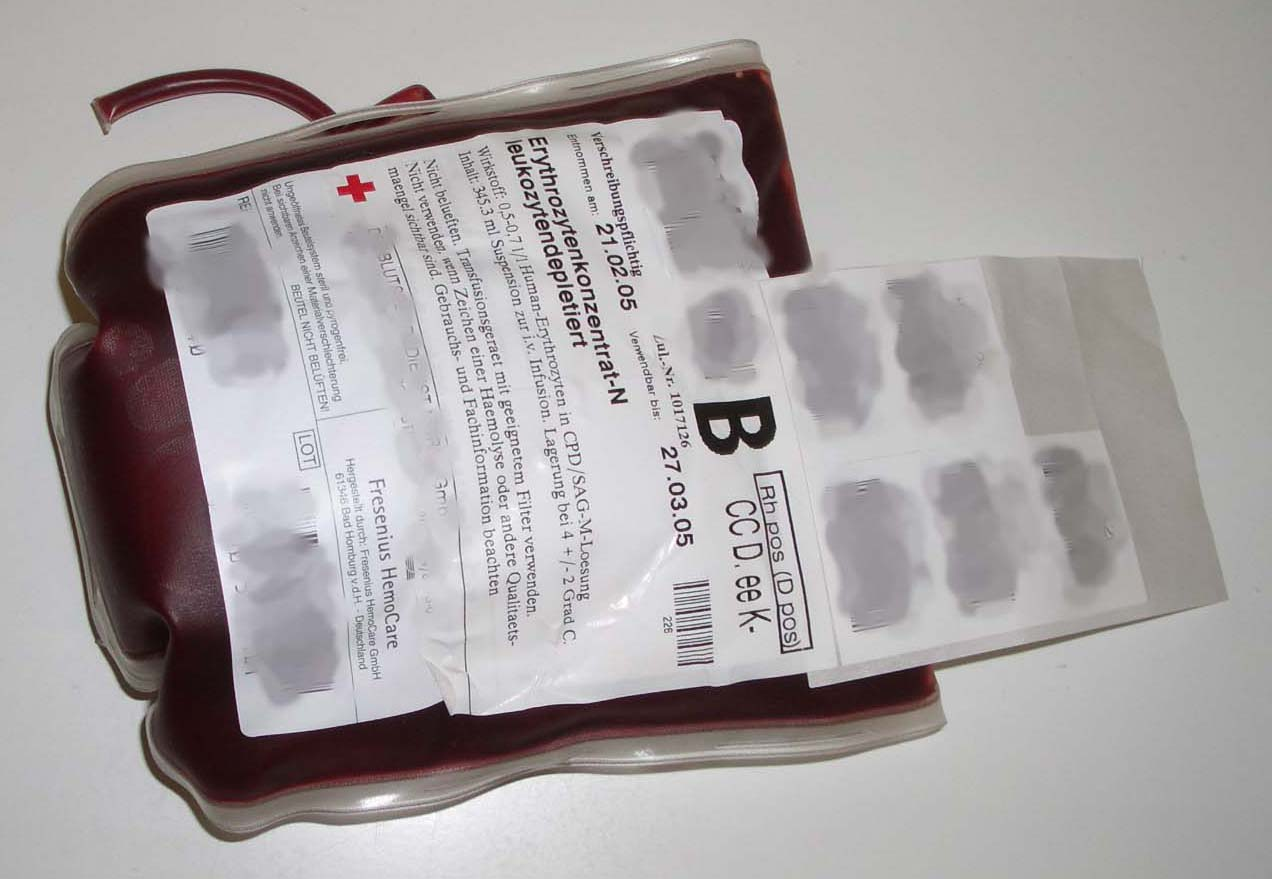
Les Témoins de Jéhovah refusent les transfusions sanguines.

Historiquement, les Témoins de Jéhovah se sont méfiés de certaines pratiques médicales, telles que la vaccination,,. Cette méfiance n'est plus d'actualité aujourd'hui. Toutefois, les transfusions de sang, qui étaient vues favorablement sous les présidences de Russell et de Rutherford, ont été interdites à partir de 1945,. Les Témoins qui acceptent sciemment les transfusions pour eux ou pour leurs enfants, et ce même lorsque le pronostic vital est engagé, commettent un péché. Des exceptions sont toutefois admises depuis les années 1980 concernant le cas des hémophiles.
Depuis qu'il les refusent, les Témoins de Jéhovah font valoir que les transfusions sanguines ne sont pas exemptes de risques et affirment que « de nombreux médecins ont reconnu que l’adhésion des Témoins aux normes bibliques les a avantagés sur le plan médical » De plus, ces solutions alternatives sont envisageables.

## Relations sociales
Les Témoins de Jéhovah sont encouragés à se tenir moins proche avec les personnes non témoins pour ne pas potentiellement commettre un péché ou être influencés.
De plus, les Témoins de Jéhovah ne fêtent ni les anniversaires, ni les fêtes religieuses comme Noël, le Nouvel an, Pâques ou la Toussaint, ni les fêtes patriotiques, ou encore des fêtes anglo-saxonnes telles que Halloween ou Thanksgiving car ces fêtes ont des origines religieuses et contraires à la volonté de leur Dieu. Il ne leur est pas interdit d'organiser des fêtes et de s'amuser lors de mariages, d'anniversaires de mariage, ou de sorties récréatives.
Les témoins de Jéhovah n'acceptent pas la magie, le sexe à l'extérieur du mariage et toute forme de violence. Pour eux, ces restrictions les protègent.

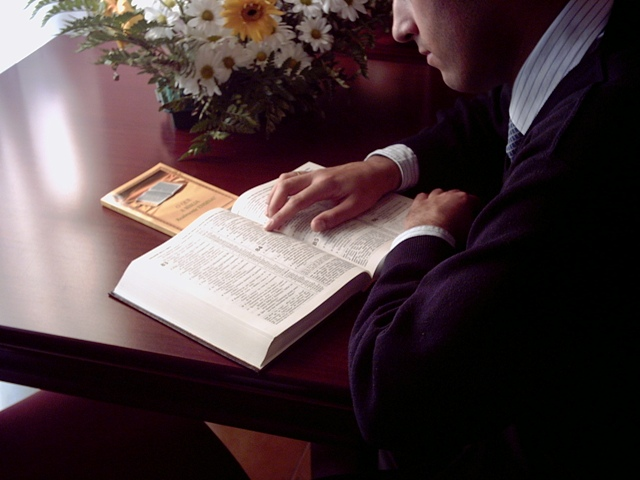
Les Témoins de Jéhovah étudient la Bible en utilisant les publications de la société Watchtower

Le temps réservé de façon hebdomadaire aux réunions et à leur préparation, ainsi qu'aux activités liées à la prédication ne sont pas obligatoirement long. Ils sont encouragés (pas obligés) à renoncer à faire de longues études ou à suivre une carrière profane, et ce afin de se consacrer « entièrement à Jéhovah » Mais il existe des témoins de Jéhovah qui sont avocat, médecin et même scientifique.

## Excommunication et discipline religieuse
Les anciens doivent reprendre les « transgresseurs » et disposent pour cela de plusieurs mesures de discipline religieuse, en fonction de l'importance des fautes commises. La « notation » et la « réprimande » concernent tout Témoin de Jéhovah qui se conduit d'une manière déviante par rapport aux normes fixées par le mouvement. Il sera conseillé de limiter la fréquentation d'un tel individu pendant quelque temps, et il se peut que les anciens décident de suspendre sa participation à certaines activités cultuelles. L'excommunication, qui est la mesure la plus radicale, est appliquée à un adepte qui commet un « péché grave» et ne se repent pas. Elle implique la coupure immédiate des liens spirituels, sociaux et affectifs entre lui et l'ensemble des fidèles de la congrégation.

## Fêtes
Les Témoins de Jéhovah n’ont qu’une célébration annuelle : le Mémorial de la mort de Jésus Christ. Ils ne célèbrent pas les fêtes laïques comme la fête des mères ou des pères, ni les fêtes perçues comme étant d'origine païenne telles que Noël, le nouvel an ou Pâques. Le fait de fêter Noël est considéré comme un manquement grave et un non-respect des règles bibliques, mais n'entraine pas l'excommunication,. S'imposant de rester neutres quant aux affaires du monde, ils ne participent pas non plus aux célébrations nationales.

## Cantiques
Les cantiques du Royaume sont les chants religieux que les Témoins de Jéhovah utilisent dans le cadre de leurs réunions hebdomadaires. Ils concernent tous les aspects du service chrétien et ont tous pour base un verset biblique. Ils durent environ trois minutes.
Ils sont chantés notamment lors des réunions à la Salle du Royaume car celles-ci s'ouvrent et se terminent par un cantique et une prière et les deux parties de la réunion sont séparées par le chant d'un autre cantique. Les chants sont également au programme des assemblées et parfois à différents événements au Béthel (filiale locale). Les cantiques sont aussi utilisés lors de mariages ou d'enterrements.
Aucune chorale n'a été fondée par le mouvement. Chaque participant chante donc le cantique comme il le désire en restant modeste. Cependant, la société Watchtower enseigne à ses fidèles à respecter les cantiques en tant qu'élément de leur culte à part entière.

## Représentations bibliques
Les Témoins de Jéhovah rejettent le culte des images. Les Salles du Royaume ne comportent pas de statues, ni de crucifix, considéré comme un symbole païen.
Dans le domaine des arts graphiques, les Témoins de Jéhovah ont développé un type de représentation caractéristique, dans un style évoquant l'art naïf, représentant de nombreuses scènes bibliques, cependant elles ne sont pas destinées à l'ornementation des lieux de cultes, mais à l'illustration des publications servant à l'étude de la doctrine.
Selon les Témoins de Jéhovah, la Bible ne montre et n'explique clairement pas de statues ou de crucifix. C'est pourquoi ils n'acceptent pas leur utilisation dans leur culte.

### Publications de la société Watchtower
1. ↑  Les Témoins de Jéhovah - Prédicateurs du Royaume de Dieu
2. ↑  Les Témoins de Jéhovah - Prédicateurs du Royaume de Dieu, 1993, p. 326
3. ↑  La Tour de Garde, 15 mars 2000, p. 15 à 20 : « Comment, en effet, pouvons-nous espérer tenir bon sous la pression de ce système sans la force que donne une alimentation spirituelle saine et régulière ? En fait, privés de rassemblements réguliers nous pourrions être tentés de quitter purement et simplement 'le sentier des justes'. (Proverbes 4:18.) (...)6 Hébreux 10:25 nous donne une autre raison importante d'être réguliers aux réunions. Dans ce verset, l'apôtre Paul exhorte les chrétiens à se rassembler 'd’autant plus qu’ils voient approcher le jour'. Effectivement, ne perdons pas de vue que le 'jour de Jéhovah' approche (2 Pierre 3:12). Si nous en arrivions à penser que la fin du système actuel n’est pas pour tout de suite, nous ne tarderions pas à laisser des centres d’intérêt personnels prendre le pas sur des activités spirituelles aussi nécessaires que l’assistance aux réunions. »
4. ↑  2017 — Annuaire des Témoins de Jéhovah, Watchtower, 2016 (lire en ligne)
5. ↑  2015 — Annuaire des Témoins de Jéhovah, Watchtower, 2015 (lire en ligne)
6. ↑  La Tour de Garde, 15 novembre 1998, p. 12
7. ↑  "Questions des lecteurs", La Tour de Garde, 15 novembre 1986, p. 31
8. ↑  Annuaire 2002 des Témoins de Jéhovah, p. 237
9. ↑  "D'après la Bible... Devriez-vous être rebaptisé" ?, Réveillez-vous !, 8 janvier 1994, p. 26-27
10. ↑  La Révélation : le grand dénouement est proche !, p. 205
11. ↑  Gardez-vous dans l'amour de Dieu, Watchtower Bible and Tract Society, 2008, 223 p., p. 213 : « Les Témoins de Jéhovah considèrent que s’incliner devant un drapeau ou le saluer — ce qui se fait souvent au son d’un hymne — est un acte religieux qui consiste à attribuer à l’État ou à ses dirigeants — et non à Dieu — la capacité de sauver l’être humain (Isaïe 43 : 11 ; 1 Corinthiens 10 : 14 ; 1 Jean 5 : 21). [...] Les vrais chrétiens respectent le droit des autres de voter. Ils ne font pas campagne contre les élections et ils coopèrent avec les autorités élues. Toutefois, ils gardent une stricte neutralité quant aux affaires politiques des nations (Matthieu 22 : 21 ; 1 Pierre 3 : 16). »
12. ↑  (en) « Chirurgie », Consolation,‎ 25 décembre 1940, p. 19. Description favorable d'une transfusion sanguine effectuée sur une femme qui s'était tirée une balle dans le cœur.
13. ↑  « La véritable valeur du sang », Réveillez-vous !, Watchtower Bible and Tract Society,‎ août 2006, p. 12